# Második Teleki-kormány
A második Teleki-kormány 1939. február 16. és 1941. április 3. között állt Magyarország élén, gróf széki Teleki Pál második miniszterelnöksége idején.

## A kormány politikája

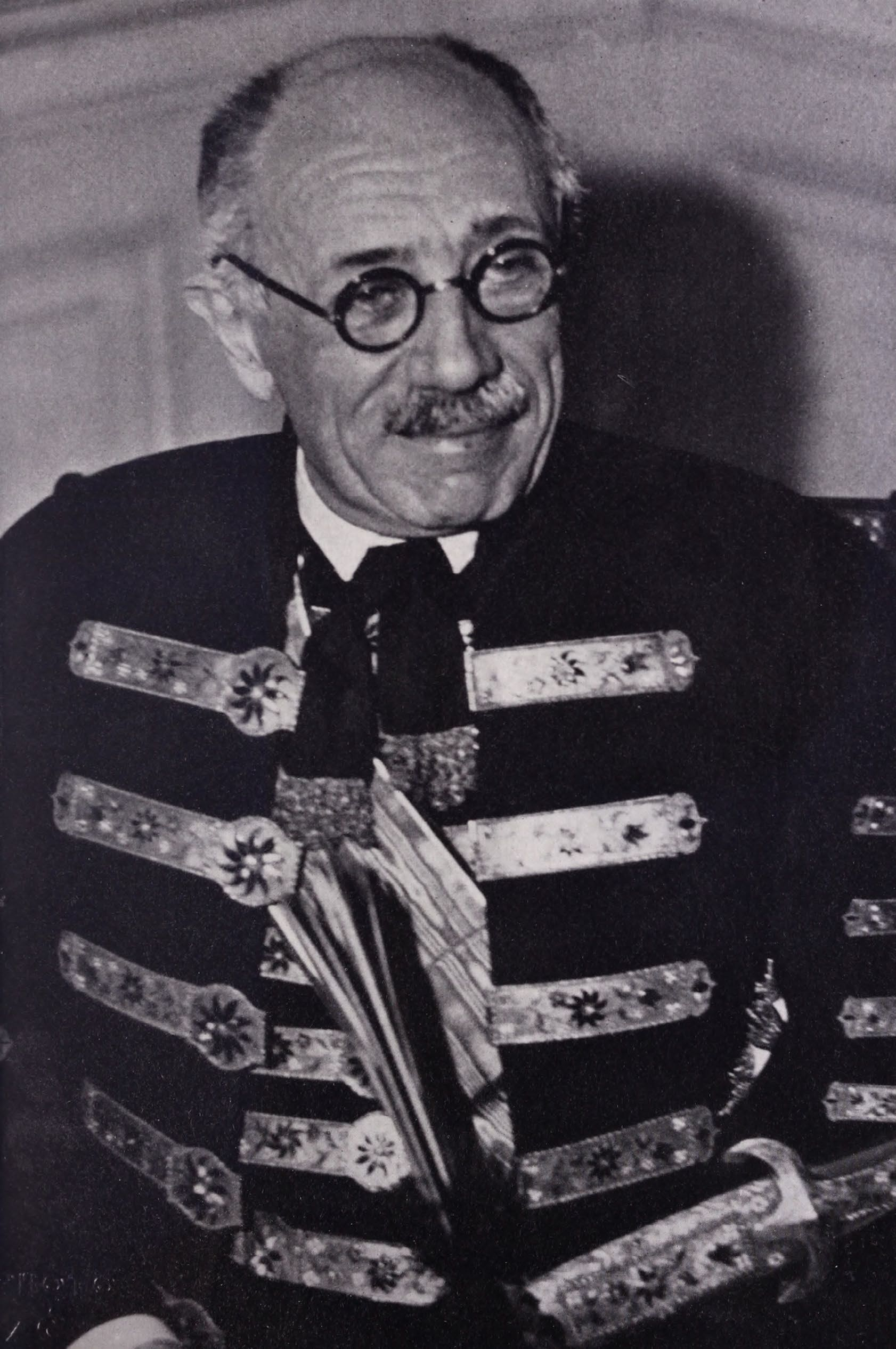
Teleki Pál

A második Teleki-kormányt belpolitikai téren leginkább a konzervativizmus jellemezte. A kormány igyekezett elhatárolódni a szélsőjobboldali mozgalmaktól, így pl. betiltotta a Magyar Nemzeti Szocialista Pártot, de ugyanakkor elfogadtatta a parlamenttel az ún. második zsidótörvényt, melyet még Imrédy Béla nyújtott be miniszterelnöksége idején.
A kormány aktív külpolitikát folytatott, melyet a tengelyhatalmak és a nyugat-európai országok közti egyensúlyozás jellemzett. A kormány nem sokkal megalakulása után, február 25-én csatlakozott a szovjetellenes Antikomintern paktumhoz. Csehszlovákia szétesése után, miután Szlovákia március 14-én kikiáltotta függetlenségét, majd másnap Kárpátalja is, a Honvédség - a németek hallgatólagos beleegyezésével megkezdte Kárpátalja megszállását, melyet március 18-ra fejeztek be, majd egy március 23 és április 4 között vívott magyar - szlovák háborúban újabb településeket foglaltak el Kelet-Szlovákiában.
Amikor 1939. szeptember 1-jén a Harmadik Birodalom lerohanta Lengyelországot, Teleki nemcsak, hogy megtagadta a hadműveletben való katonai részvételt, hanem - Hitler nagy felháborodására - a német csapatszállítást sem engedélyezte a magyar vasútvonalon, egyedül a kassai vasútvonalat bocsátotta a németek rendelkezésére, kizárólag hadfelszerelés szállítására. Később Kárpátalján keresztül megkezdődött a lengyel menekültek szervezett bemenekítése az országba, sőt, Balatonbogláron lengyel tannyelvű iskolát is nyitottak a menekültek számára.
Később, a téli háború idején a kormány már nem volt semleges állásponton, sőt, egy magyar önkéntesekből felállított osztagot is kiküldtek a finnek támogatására, Kémeri Nagy Imre főhadnagy parancsnoksága alatt.
A Teleki-kormány igyekezett Szlovákia után Romániával szemben is revíziót elérni, így az 1940-es év folyamán román - magyar tárgyalások kezdődtek Szörényvárott, amelyek azonban nem vezettek eredményre. Magyarország ekkor kijelentette, hogy szükség esetén fegyveres beavatkozásra szánja el magát (habár az erőviszonyok még a kezdeti sikereket is kétségessé tették volna). A konfliktust azonban végül egy német - olasz döntőbíróság oldotta meg Bécsben, ahol augusztus 30-án kihirdették a második bécsi döntést, melynek során Magyarország 43 492 négyzetkilométernyi területet kapott vissza (Észak-Erdélyt és a Székelyföldet), 2 460 000 fővel, melynek 54,6%-a magyar volt. A Magyar Honvédség ünnepélyes keretek közt vonult be a visszakapott területre, de több helyen, főként Zilah környékén atrocitásokra is sor került a román lakosság ellen.
A második bécsi döntést követően, mivel a tengelyhatalmak lekötelezettjévé vált, a kormány a német - magyar kapcsolatok lazítása végett 1940 végén örök barátsági szerződést kötött Jugoszláviával, amelyet azonban sem Horthy, sem a tisztikar, sem az ország közvéleménye nem fogadott kitörő örömmel, tekintettel arra, hogy Délvidék Trianon óta Jugoszláviához tartozott és a terület visszaszerzését kívánták. Amikor 1941 áprilisában az addigi németbarát jugoszláv kormányt puccsal megbuktatták, Németország felkészült az ország lerohanására, és ebben számított Magyarország segítségére is. Teleki tartani próbálta magát a szerződéshez, de mind a Honvédség tisztikara, mind Horthy a megszállásban való részvételt támogatta. Amikor Nagy-Britannia jelezte Magyarország irányába, hogy Jugoszlávia megtámadása esetén hadüzenetre számíthat, Teleki a kilátástalan helyzetben április 3-án éjjel öngyilkosságot követett el. Halála után a kormány is megbukott, majd április 7-én új kormány alakult a korábbi külügyminiszter, Bárdossy László vezetésével, amely szakítva elődje politikájával részt vett Jugoszlávia megszállásában és belesodródott a második világháborúba.

## A kormány tagjai
| Név                                       | Hivatal kezdete    | Hivatal vége       | Párt           | Megjegyzés     |
| Miniszterelnök                            | Miniszterelnök     | Miniszterelnök     | Miniszterelnök | Miniszterelnök |
| ----------------------------------------- | ------------------ | ------------------ | -------------- | -------------- |
| Teleki Pál                                | 1939. február 16.  | 1941. április 3.   | MÉP            |                |
| Belügyminiszter                           |                    |                    |                |                |
| Keresztes-Fischer Ferenc                  | 1939. február 16.  | 1941. április 3.   | MÉP            |                |
| Külügyminiszter                           |                    |                    |                |                |
| Csáky István                              | 1939. február 16.  | 1941. január 27.   | MÉP            |                |
| Teleki Pál                                | 1941. január 27    | 1941. február 4.   | MÉP            |                |
| Bárdossy László                           | 1941. február 4.   | 1941. április 3.   |                |                |
| Pénzügyminiszter                          |                    |                    |                |                |
| Reményi-Schneller Lajos                   | 1939. február 16.  | 1941. április 3.   | MÉP            |                |
| Honvédelmi miniszter                      |                    |                    |                |                |
| Bartha Károly                             | 1939. február 16.  | 1941. április 3.   |                |                |
| Igazságügy-miniszter                      |                    |                    |                |                |
| Tasnádi Nagy András                       | 1939. február 16.  | 1939. november 9.  | MÉP            |                |
| Radocsay László                           | 1939.november 9.   | 1941. április 3.   | MÉP            |                |
| Földművelésügyi miniszter                 |                    |                    |                |                |
| gróf Teleki Mihály                        | 1939. február 16.  | 1940. december 30. | MÉP            |                |
| báró Bánffy Dániel                        | 1940. december 30. | 1941. április 3.   | MÉP            |                |
| Vallás- és közoktatásügyi miniszter       |                    |                    |                |                |
| Hóman Bálint                              | 1939. február 16.  | 1941. április 3.   | MÉP            |                |
| Kereskedelem- és közlekedésügyi miniszter |                    |                    |                |                |
| Kunder Antal                              | 1939. február 16.  | 1939. október 27.  | MÉP            |                |
| Varga József                              | 1939. október 27.  | 1941. április 3.   |                |                |
| Iparügyi miniszter                        |                    |                    |                |                |
| Kunder Antal                              | 1939. február 16.  | 1939. július 25.   | MÉP            |                |
| Varga József                              | 1939. október 25.  | 1941. április 3.   |                |                |
| közellátásügyi tárca nélküli miniszter    |                    |                    |                |                |
| Laky Dezső                                | 1940. december 17. | 1941. április 3.   | MÉP            |                |
| felvidéki tárca nélküli miniszter         |                    |                    |                |                |
| Jaross Andor                              | 1939. február 16.  | 1940. április 1.   | EMP            |                |
| gazdasági csúcsminiszter                  |                    |                    |                |                |
| Reményi-Schneller Lajos                   | 1940. február 17.  | 1941. április 3.   | MÉP            |                |